# Precis ceruana
Precis ceruana är en fjärilsart som beskrevs av Rothschild och Jordan 1903. Precis ceruana ingår i släktet Precis och familjen praktfjärilar. Inga underarter finns listade i Catalogue of Life.